# 第73戦車連隊
第73戦車連隊（だいななじゅうさんせんしゃれんたい、JGSDF 73rd Tank Regiment）は、陸上自衛隊南恵庭駐屯地（北海道恵庭市）に駐屯する第7師団隷下の機甲科（戦車）部隊である。

## 概要
連隊長は1等陸佐（二）が充てられ、連隊本部、本部管理中隊および4個戦車中隊から編成される。
第7師団の機甲師団への改編に伴い、第3戦車群を改編して4個戦車中隊基幹に北恵庭駐屯地で新編された。

部隊マークは、”勝兜”恵庭岳のシルエットに、創隊時の主力であった74式戦車の履帯爪をＶサインのように配置し、中央に連隊番号の73を図形化して組み合わせている。戦国武将の兜に見立ていることから勝兜と呼ばれている。

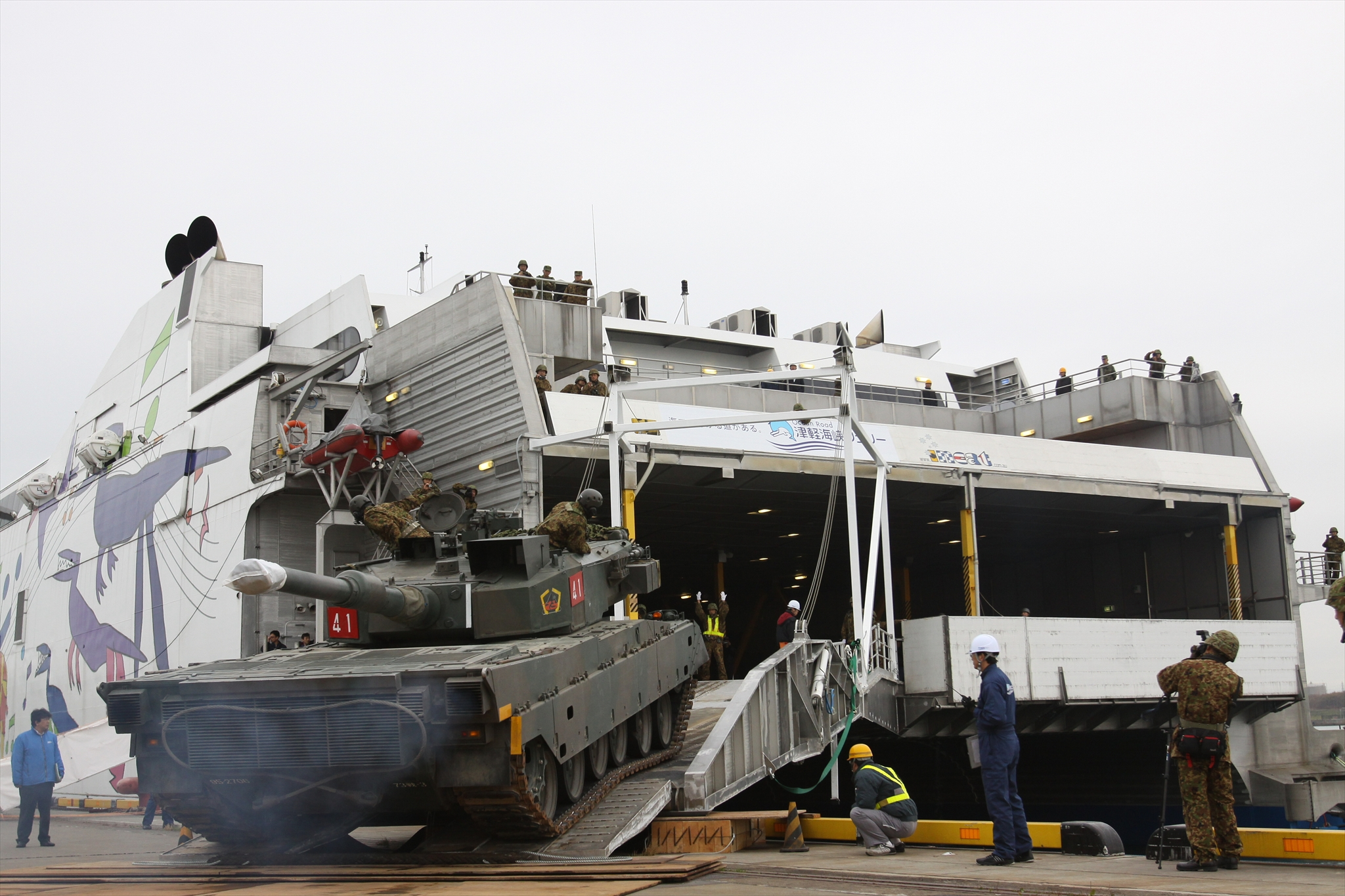
協同転地演習にてナッチャンWorldに乗船する第73戦車連隊の90式戦車（2011年11月7日）

## 沿革
- 1981年（昭和56年）3月25日：第7師団の機甲師団への改編に伴い、第73戦車連隊（4個戦車中隊基幹）が北恵庭駐屯地に新編。第7師団長に隷属。
- 1990年（平成02年）
  - 3月8日：第73戦車連隊が北恵庭駐屯地から南恵庭駐屯地に移駐。
  - 3月26日：戦車の北転事業による戦車増強により、第5戦車中隊を新編。
- 1999年（平成11年）7月：90式戦車が装備開始。
- 2000年（平成12年）3月28日：部隊改編等。

1. 即応予備自衛官を編成に含むコア部隊に改編、即応予備自衛官訓練を担当。
2. 後方支援体制変換に伴い、整備部門（本部管理中隊整備小隊、戦車中隊整備班）を第7後方支援連隊第2整備大隊第3戦車直接支援中隊へ移管｡

- 2014年（平成26年）3月26日：即応予備自衛官訓練を終了し、常備自衛官のみに改編[1]。
- 2024年（令和06年）3月20日：第5戦車中隊を廃止[2]。

## 部隊編成
- 第73戦車連隊本部
- 本部管理中隊「73戦-本」
  - 中隊本部：90式戦車、73式装甲車
  - 連隊本部班
  - 通信小隊
  - 偵察小隊：87式偵察警戒車、軽装甲機動車等
  - 施設小隊：91式戦車橋等
  - 補給小隊：3 1/2tトラック等
  - 衛生小隊：1トン半救急車
- 第1戦車中隊「73戦-1」：90式戦車、73式装甲車
- 第2戦車中隊「73戦-2」：90式戦車、73式装甲車
- 第3戦車中隊「73戦-3」：90式戦車、73式装甲車
- 第4戦車中隊「73戦-4」：90式戦車、73式装甲車

## 整備支援部隊
- 第7後方支援連隊第2整備大隊第3戦車直接支援中隊「7後支-2整-3戦」（南恵庭駐屯地）：2000年（平成12年）3月28日から

## 主要幹部
| 官職名         | 階級    | 氏名   | 補職発令日     | 前職                         |
| -------------- | ------- | ------ | -------------- | ---------------------------- |
| 第73戦車連隊長 | 1等陸佐 | 田近敬 | 2025年03月17日 | 東北方面総監部防衛部訓練課長 |

| 代 | 氏名     | 在職期間                        | 前職                                                 | 後職                                |
| -- | -------- | ------------------------------- | ---------------------------------------------------- | ----------------------------------- |
| 01 | 齊野光浩 | 1981年03月25日 - 1981年06月30日 | 第3戦車群長                                          | 陸上幕僚監部教育訓練部付            |
| 02 | 中村晃   | 1981年07月01日 - 1983年07月31日 | 陸上自衛隊幹部学校学校教官                           | 陸上自衛隊東北地区補給処企画室長    |
| 03 | 森壽樹   | 1983年08月01日 - 1986年03月16日 | 第1師団司令部第4部長                                 | 自衛隊熊本地区病院総務部長          |
| 04 | 車田巴   | 1986年03月17日 - 1987年07月31日 | 陸上幕僚監部装備部装備計画課 後方計画班長            | 北部方面総監部装備部長              |
| 05 | 古沢節夫 | 1987年08月01日 - 1989年07月31日 | 中部方面総監部防衛部訓練課長                         | 自衛隊岐阜地方連絡部長              |
| 06 | 重松英夫 | 1989年08月01日 - 1992年03月15日 | 北部方面総監部防衛部防衛課長                         | 東部方面総監部人事部長              |
| 07 | 持丸徹   | 1992年03月16日 - 1994年07月31日 | 北部方面総監部人事部人事課長                         | 陸上自衛隊幹部学校主任研究開発官    |
| 08 | 赤谷信之 | 1994年08月01日 - 1997年06月30日 | 陸上幕僚監部教育訓練部教育課 学校第1班長             | 第12師団司令部幕僚長                |
| 09 | 宮永義文 | 1997年07月01日 - 2000年11月30日 | 自衛隊体育学校企画室長                               | 陸上自衛隊幹部学校主任研究開発官    |
| 10 | 平賀邦明 | 2000年12月01日 - 2002年12月01日 | 陸上自衛隊富士学校主任教官                           | 北部方面指揮所訓練支援隊長          |
| 11 | 内野龍之 | 2002年12月02日 - 2004年07月31日 | 陸上自衛隊富士学校機甲科部 研究課長                  | 陸上自衛隊富士学校機甲科部副部長    |
| 12 | 野口利保 | 2004年08月01日 - 2006年03月31日 | 陸上自衛隊北海道補給処装備計画部 企画課長            | 陸上自衛隊研究本部主任研究開発官    |
| 13 | 水嶋達人 | 2006年04月01日 - 2007年07月31日 | 自衛隊高知地方連絡部長                               | 陸上自衛隊研究本部付                |
| 14 | 前釜安孝 | 2007年08月01日 - 2009年07月31日 | 技術研究本部 技術開発官（陸上担当）付 新戦車開発室長 | 陸上自衛隊幹部学校主任教官          |
| 15 | 藤原修   | 2009年08月01日 - 2011年07月31日 | 陸上自衛隊化学学校教育部長                           | 富士教導団副団長                    |
| 16 | 福重毅尚 | 2011年08月01日 - 2013年03月31日 | 陸上自衛隊幹部学校学校教官                           | 自衛隊長野地方協力本部長            |
| 17 | 國嶋健一 | 2013年04月01日 - 2015年03月22日 | 第7師団司令部第3部長                                 | 中部方面指揮所訓練支援隊長          |
| 18 | 平松良一 | 2015年03月23日 - 2016年12月19日 | 東部方面総監部防衛部訓練課長                         | 陸上自衛隊富士学校機甲科部 教育課長 |
| 19 | 中村智志 | 2016年12月20日 - 2019年03月22日 | 陸上自衛隊富士学校機甲科部 研究課長                  | 装備実験隊副隊長                    |
| 20 | 諏訪国重 | 2019年03月23日 - 2020年11月30日 | 陸上幕僚監部人事教育部 募集・援護課募集・援護調整官  | 自衛隊宮城地方協力本部長            |
| 21 | 瀧澤英一 | 2020年12月01日 - 2023年03月12日 | 陸上幕僚監部防衛部防衛課勤務                         | 第14旅団司令部幕僚長                |
| 22 | 山下義弘 | 2023年03月13日 - 2025年03月16日 | 陸上幕僚監部人事教育部厚生課 厚生班長                | 陸上幕僚監部運用支援・訓練部付      |
| 23 | 田近敬   | 2025年03月17日 -                | 東北方面総監部防衛部訓練課長                         |                                     |

## 主要装備
- 90式戦車
- 73式装甲車
- 87式偵察警戒車
- 軽装甲機動車
- 78式雪上車
- 1/2tトラック / 73式小型トラック
- 1 1/2tトラック / 73式中型トラック
- 3 1/2tトラック / 73式大型トラック
- 89式5.56mm小銃
- 9mm拳銃
- 84mm無反動砲

## 警備隊区
苫小牧市、白老町

## 廃止部隊
- 2000年（平成12年）3月27日廃止
  - 第73戦車連隊本部管理中隊整備小隊「73戦-本」（南恵庭駐屯地）：第7後方支援連隊第2整備大隊第3戦車直接支援中隊へ移管｡
- 2024年（令和 6年）3月20日廃止
  - 第73戦車連隊第5戦車中隊「73戦-5」（南恵庭駐屯地）：90式戦車